# 青山镇 (十堰市)
青山镇，是中华人民共和国湖北省十堰市郧阳区下辖的一个乡镇级行政单位。

## 行政区划
青山镇下辖以下地区：
青树沟村、周家河村、水泉沟村、园岭山村、九里岗村、万家坪村、钱家河村、秦家沟村、龚家院村、蓼池村、琵琶滩村和白果树村。